# Тюп
Тюп (кирг. Тюп) — село в Іссик-Кульській області Киргизстану. Адміністративний центр Тюпського району. Код СОАТО — 41702 225 889 01 0 .

## Географія
Населений пункт розташовується на півночі області на схід від озера Іссик-Куль.

### Клімат
Село знаходиться у зоні, котра характеризується вологим континентальним кліматом з теплим літом. Найтепліший місяць — липень із середньою температурою 18.5 °C (65.3 °F). Найхолодніший місяць — січень, із середньою температурою -10.7 °С (12.7 °F).
| Клімат Тюпа             | Клімат Тюпа | Клімат Тюпа | Клімат Тюпа | Клімат Тюпа | Клімат Тюпа | Клімат Тюпа | Клімат Тюпа | Клімат Тюпа | Клімат Тюпа | Клімат Тюпа | Клімат Тюпа | Клімат Тюпа | Клімат Тюпа |
| Показник                | Січ.        | Лют.        | Бер.        | Квіт.       | Трав.       | Черв.       | Лип.        | Серп.       | Вер.        | Жовт.       | Лист.       | Груд.       | Рік         |
| Середній максимум, °C   | −7          | −5,8        | 1,9         | 11,4        | 16,2        | 20,2        | 23,2        | 22,6        | 17,9        | 10,2        | 1,5         | −4,3        | 9           |
| Середня температура, °C | −10,7       | −9          | −0,8        | 7,6         | 12,5        | 16,2        | 18,5        | 17,7        | 12,9        | 6           | −1,9        | −7,8        | 5,1         |
| Середній мінімум, °C    | −19         | −17,4       | −9,1        | −1,2        | 3,6         | 6,8         | 9,1         | 7,9         | 3,4         | −3          | −9,7        | −15,5       | −3,7        |
| Норма опадів, мм        | 12.9        | 13.6        | 23.9        | 43.7        | 54          | 55.3        | 58.1        | 50.8        | 39.5        | 31.9        | 23.3        | 15.7        | 422.7       |
| Днів з опадами          | 7,2         | 7,8         | 9,5         | 9,5         | 11,7        | 11,5        | 10          | 7,4         | 6           | 6,8         | 7,5         | 6,9         | 101,8       |
| Вологість повітря, %    | 71.7        | 72          | 61.3        | 47.9        | 48          | 45.6        | 43.7        | 42.1        | 43.8        | 51.8        | 61.7        | 71.5        | 55.1        |
| ----------------------- | ----------- | ----------- | ----------- | ----------- | ----------- | ----------- | ----------- | ----------- | ----------- | ----------- | ----------- | ----------- | ----------- |
| Джерело: Weatherbase    |             |             |             |             |             |             |             |             |             |             |             |             |             |

## Відомі уродженці
- Володимир Бронніков